# J-2 (silnik rakietowy)

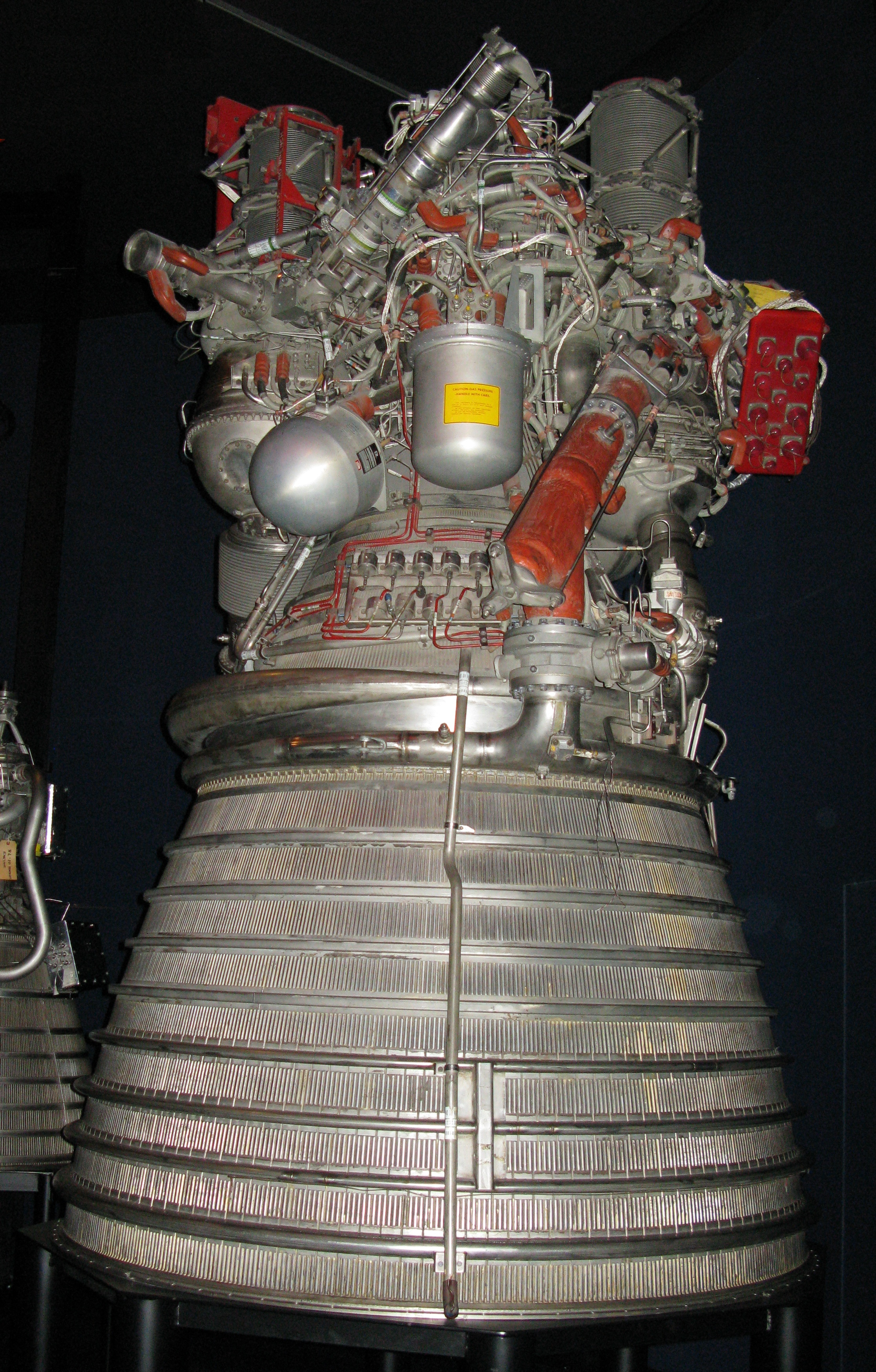
Silnik rakietowy J-2

J-2 – silnik rakietowy skonstruowany przez Rocketdyne. Był jednym z podstawowych elementów rakiety Saturn V, która służyła w programie Apollo do wyniesienia człowieka na Księżyc.
Do zasilania drugiego stopnia S-II w rakiecie Saturn V wykorzystywanych było pięć silników J-2, natomiast w trzecim stopniu S-IVB używany był jeden silnik. Bardzo istotną zaletą tych silników była możliwość wznowienia ich pracy; w misjach Apollo silnik J-2 w stopniu S-IVB był odpalany dwa razy. Pierwsze odpalenie wiązało się z umieszczeniem statku załogowego na niskiej orbicie wokółziemskiej, a drugie z wysłaniem go w kierunku orbity Księżyca (TLI). 
J-2 był największym amerykańskim silnikiem rakietowym zasilanym ciekłym wodorem aż do czasów wahadłowców i wykorzystywanych w nich silnikach SSME (Space Shuttle Main Engines). 
Prace nad silnikiem J-2 trwały od 1960 r. i był on wykorzystywany do roku 1973 (ostatni start 14 maja 1973 – Saturn INT-21).

## Specyfikacja silnika
| Charakterystyka        | Dane                                 |
| ---------------------- | ------------------------------------ |
| Ciąg próżniowy         | 1033,1 kN                            |
| Impuls właściwy        | 421 s                                |
| Nominalny czas zapłonu | 475 s                                |
| Masa                   | 1438 kg                              |
| Paliwo napędowe        | Ciekły tlen(LOX) / Ciekły wodór(LH2) |
| Średnica               | 2,01 m                               |
| Długość                | 3,38 m                               |
| Stosunek ciągu do masy | 73,18                                |
| Wykorzystanie          | Saturn V i Saturn IB                 |

## Pochodne silnika J-2

### J-2S
W 1964 rozpoczęto prace nad usprawnioną wersją silnika J-2, którą oznaczono J-2S. W latach 1965–1972 prowadzono na tym silniku testy, jednak po zakończeniu programu Apollo i braku perspektyw na dalsze wykorzystanie rakiet Saturn IB i Saturn V prac tych zaniechano.

### J-2X
Po kilkudziesięciu latach niewykorzystywania przez NASA bardzo ciężkich rakiet nośnych, dopiero w perspektywie wycofania ze służby promów kosmicznych wrócono do takich konstrukcji. Silnik J-2X był projektowany początkowo dla ciężkich rakiet nośnych Ares I i Ares V w ramach odwołanego programu Constellation. Obecnie prace nad tym silnikiem trwają w ramach projektowania i budowy przez NASA rakiety SLS.